# Naatlo
Naatlo is een spinnengeslacht uit de familie Parapluspinnen (Theridiosomatidae).

## Soorten
- Naatlo fauna (Simon, 1897)
- Naatlo maturaca Rodrigues & Lise, 2008
- Naatlo serrana Rodrigues & Lise, 2008
- Naatlo splendida (Taczanowski, 1879)
- Naatlo sutila Coddington, 1986
- Naatlo sylvicola (Hingston, 1932)